# 卡利諾韋 (塔拉夏區)
49°23′1″N 30°26′49″E / 49.38361°N 30.44694°E
卡利諾韋（烏克蘭語：Калинове）是位於烏克蘭北部的村莊，由基辅州白采爾克瓦區的塔拉夏市鎮負責管轄。該村始建於1622年，面積9.88平方公里，海拔高度189米，2001年人口1,488，人口密度每平方公里150.7人。